# Anopsicus davisi
Anopsicus davisi là một loài nhện trong họ Pholcidae. Loài này được phát hiện ở México.